# Adrienne Horvath
Adrienne Horvath (* 23. März 1925 in Tuyen Quang, Vietnam; † 4. Juli 2012 in Saint-Martin-de-Valgalgues, Département Gard, Frankreich) war eine französische Politikerin. Von 1978 bis 1986 war sie Abgeordnete der Nationalversammlung.
Schon früh war Horvath kommunistisch orientiert und kämpfte für die Rechte der Arbeiter. 1977 wurde sie zur Bürgermeisterin der Gemeinde Saint-Martin-de-Valgalgues bei Alès gewählt. Im folgenden Jahr  zog sie für die Kommunistische Partei im Département Gard in die Nationalversammlung ein. Neben ihr waren mit Émile Jourdan, Bernard Deschamps und Gilbert Millet alle Abgeordneten des Départements Gard Kommunisten. 1981 wurde sie wiedergewählt. Sie blieb bis 1986 und bis 1989 Bürgermeisterin von Saint-Martin-de-Valgalgues, wo sie 2012 starb.